# Madonna col Bambino (Berlinghiero)
La Madonna col Bambino è una tavola dipinta a tempera e oro (80,3x53,7 cm) di Berlinghiero Berlinghieri, databile al 1230-1235 circa e conservata nel Metropolitan Museum a New York.

## Storia
Della storia antica dell'opera si sa solo che nel 1927 venne venduta da Elia Volpi all'American Art Association a New York. Passata a Jesse Isidor Straus (da cui è chiamata a volte anche Madonna Straus), fu ceduta al museo nel 1960.
Si tratta di una delle due uniche opere non firmate che possono essere attribuite con ragionevole sicurezza alla mano di Berlinghieri, l'artista volterrano avviatore della scuola lucchese di pittura all'inizio del Duecento.

## Descrizione e stile
La composizione dell'opera è abbastanza tradizionale, ben nota in Italia da dopo il sacco di Costantinopoli del 1204. Si tratta infatti di una versione della Madonna Hodegetria a mezza figura, cioè "indicante la via": si trattava di una diffusa iconografia mariana nata a Costantinopoli in cui Maria, simbolo della Chiesa cristiana, indica il figlio quale via per la Salvezza. Il Cristo, come usuale, è vestito all'antica come un piccolo filosofo, che con una mano regge il rotolo di papiro e l'altra benedice: si tratta di citazioni, ormai codificate da secoli, di modelli dell'età classica.
L'intervento di Berlinghiero si percepisce dall'attenzione anatomica alla resa del volto di Maria e di Gesù, con quell'archetto tra le sopracciglia che si ritrova anche nella Croce di Lucca, oppure nel tentativo di rendere le nocche della mano affusolata di Maria, fatte come piccole barchette a forma di mandorla che lasciano una scia lungo il dorso a far intuire la presenza dei tendini. Si tratta di dettagli di estrema raffinatezza, che certificano l'alta qualità del dipinto; altri sono ad esempio il calcolato equilibrio tra le figure, il modo in cui le aureole sfruttano gli spazi liberi tra le teste senza accavallarsi, il misurato linguaggio di gesti e sguardi, le pieghe squadrate della veste di Maria che cercano una nuova morbidezza, in cui il segno grafico di contorno è messo in secondo piano dalla sfumatura delicata del blu.
In questo senso il rapporto tra immagine di fede, legata alla tradizione teologica, e verità umana dei protagonisti sembra raggiungere un nuovo compromesso, che sarà di vitale importanza per le ricerche successive.